# España en el Festival de la Canción de Eurovisión 1968
España ganó el Festival de la Canción de Eurovisión 1968 siendo representada por Massiel con la canción La, la, la. Sin embargo, el representante español, elegido en la elección interna, iba a ser en un principio Joan Manuel Serrat, pero este quiso cantar la canción en catalán. El Gobierno de la Nación, presidido por el dictador Franco, se negó a que la representación española se hiciera en otro dialecto o lengua distinto del único idioma oficial, el español, y lo sustituyó por Massiel.

## Elección del representante
Para el Festival de la Canción de Eurovisión 1968, TVE quiso elegir internamente al representante español. A TVE llegaron multitud de propuestas desde diciembre de 1967, muchas de ellas de artistas famosos. Entre las canciones recibidas se encontraban:
- La, la, la, del Dúo Dinámico
- Titiritero, de Joan Manuel Serrat
- Nos falta fe, de Juan y Junior (Juan Pardo y Antonio Morales)

TVE decidió que el tema que representase a España fuese La, la, la, pero cantado por Joan Manuel Serrat. Sin embargo, el 25 de marzo de ese 1968 el cantante dijo que no cantaría en español, sino en catalán. El Gobierno dijo que no se cantaría en otro idioma que no fuese el español, de manera que se impidió a Serrat representar a España. Serrat, debido al boicot que sufrió por parte del público español como consecuencia de su negativa a cantar en castellano, abandonó rápidamente del país, primero en dirección a París y luego a México. No volvería a actuar en un programa de TVE hasta 1974.
El Festival se celebraba el 6 de abril y TVE tenía que elegir un nuevo representante cuanto antes. Propusieron a Massiel que saliese y ella, que estaba de gira en México, regresó a España rápidamente para grabar la canción y promocionarla por algunos países europeos como Francia, el Reino Unido y Alemania Occidental. Bert Kaempfert realizó arreglos a la canción para adaptarla a la voz de Massiel, de manera que se hiciera el tema más ligero. A los coros, y como inicialmente estaba previsto, se mantuvo el Trío La, La, La.

## Eurovisión
España actuó en el puesto decimoquinto de diecisiete países, después de Irlanda y antes de Alemania Occidental. El director de orquesta fue Rafael Ibarbia. El jurado español dio 3 votos a Portugal, 2 a Austria, 2 a Italia, 2 a Alemania Occidental y 1 a Noruega. España ganó el festival con 29 votos, uno más que Reino Unido, segundo clasificado. Recibió 6 votos de Alemania Occidental, 4 de Portugal, 4 de Mónaco, 4 de Francia, 3 de Finlandia, 3 de Italia, 2 de Austria, 1 de Luxemburgo, 1 de Noruega y 1 de Irlanda.